# 約書亞·達拉斯
約書亞·保羅·“喬許”·達拉斯（Joshua Paul "Josh" Dallas，1978年12月18日—），美國男演員。他出演過多部電影，並且還出演過ABC電視劇。他主演過《黑暗侵袭2》（The Descent Part 2），另外也出演了佐治·魯卡斯執導的《紅色尾翼》。後者講述一群黑人戰鬥機飛行員如何衝破種族與膚色的樊籬成為傳奇的“塔斯克基飛行員”（Tuskegee Airmen）——美國軍隊歷史上首批黑人飛行員——而被載入史冊的。
回到美國後達拉斯以好萊塢為根基，2011年，他在電影《雷神》即將開拍的幾天前,他接替退演的愛爾蘭演員史都華·唐森，在電影中扮演了范達爾。由於達拉斯被選中參演僅是因為已經不夠時間尋找更出名的演員代替，而作為一名默默無聞的演員，他受到了各方的質疑。為了扮演好這個角色，角色范達爾是以艾羅爾·弗林為原型的，為獲得靈感，達拉斯觀看了艾羅爾·弗林的電影。他解釋道：“我盡力在電影中表現得更像艾羅爾·弗林，他有著男生魅力，而范達爾也遺傳了所有他的魅力”。
2011年，他開始了在ABC電影公司美劇《童話鎮》中扮演白馬王子。

## 早期生活
達拉斯15歲時（1997年）畢業於印第安納州新奧爾巴尼市的奧爾巴尼中學，在那里達拉斯在導師David Longest的指導下研究戲劇。 16歲時獲得了莎拉艾斯利獎學金，這筆獎學金資助了他在英國倫敦Mountview藝術學院學習表演藝術學位。

## 個人生活
2003年，達拉斯為獲得戲劇鍛煉獎學金來到英國，並在此遇到他未來的妻子——英國演員勞拉·普爾弗（“神探夏洛克”中艾琳·艾德勒的扮演者）。 2007年聖誕節，他們在德文郡一間16世紀的鄉村草屋內完婚。在馬爾代夫，他們幸福的度過了蜜月。然而，於2011年12月2日，達拉斯在鮑勃·瑞華的廣播訪問中，親自證實其已與勞拉分開。現已和Ginnifer Goodwin（《童話鎮》中的白雪公主扮演者）於美國時間2014年5月29日育有一子。

## 作品列表

### 電影
| 年份 | 標題       | 角色                   | 附註 |
| ---- | ---------- | ---------------------- | ---- |
| 2008 | 80分鐘     | Floyd                  |      |
| 2009 | The Boxer  | Ben                    |      |
| 2009 | 深入絕地2  | Greg                   |      |
| 2009 | 幽靈戰隊   | Bragg                  | 配音 |
| 2011 | 雷神索爾   | 范達爾                 |      |
| 2012 | 紅色尾翼   | Ryan Fling             |      |
| 2016 | 動物方城市 | Frantic Pig            | 配音 |
| 2016 | Sidekick   | James / Captain Strong | 短片 |

### 電視劇
| 年份      | 標題               | 角色                                         | 附註                           |
| --------- | ------------------ | -------------------------------------------- | ------------------------------ |
| 2006      | 極限權利           | Weaver                                       | 單集："The Dividing Line"      |
| 2008      | 異世奇人           | Node 2                                       | 單集："Silence in the Library" |
| 2009      | 雷曼兄弟最后的日子 | Ace                                          | 電視電影                       |
| 2010      | 金錢               | Spunk Davies                                 | 2集                            |
| 2010      | 檀島警騎2.0        | Ben Bass                                     | 單集："Ko'olauloa"             |
| 2011      | CSI犯罪現場        | Kip Woodman                                  | 單集："Targets of Obsession"   |
| 2011      | 五                 | Henry                                        | 電視電影                       |
| 2011–2017 | 童話鎮             | Prince Charming / David Nolan / Prince James | 主要演員                       |
| 2018-2023 | 命運航班           | Ben Stone                                    | 主要演員                       |

## 外部連結
- 約書亞·達拉斯在互联网电影资料库（IMDb）上的資料（英文）
- 約書亞·達拉斯的Instagram帳戶